# Yasuhikotakia morleti
Botia morleti, Botia horae
Espèce
Synonymes
- Botia horae Smith, 1931[1]
- Botia morleti Tirant, 1885[2] [3] [1]

Statut de conservation UICN

 LC  : Préoccupation mineure
Yasuhikotakia morleti est une espèce de poissons de la famille des Cobitidae originaire d'Inde et du Sud-Est asiatique. Dans les animaleries, elle est parfois nommée sous ses synonymes désormais non valides, Botia morleti et Botia horae.

## Description
Ce petit poisson, ne dépassant pas les 10 centimètres, peut vivre jusqu'à dix ans. Il est de couleur brun clair à brun, et possède une bande distincte noire ressemblant sur toute la longueur de son dos, commençant au bout de sa bouche et se terminant par une large bande noire entourant la base de sa queue. La queue est jaunâtre avec des rangées de points bruns. Bien que n'ayant pas de dimorphisme sexuel les femelles, sont généralement plus grosse que les mâles. Les juvéniles, eux, ont quatre bandes verticales, sur les côtés. Ce sont des poissons grégaires et nocturnes.

## Répartition
Ce poisson migrateur est présent dans le nord de l'Inde, au Cambodge, au Laos, en Thaïlande. On le retrouve principalement dans le Mékong, le Chao Phraya et le Mae Klong. Il fréquente les rivières de taille moyenne à grande, aux eaux stagnantes ou courantes, où il peut trouver des crevasses dans la roche pour se cacher. Mais il lui arrive aussi durant ses migrations de se retrouver dans de petits affluents ou des zones temporairement inondées après les moussons.

## Étymologie
Son nom spécifique, morleti, lui a été donné en l'honneur du conchyliologiste Laurent-Joseph Morlet (1823-1892), qui a notamment étudié les mollusques cambodgiens collectés par Auguste Pavie, diplomate et explorateur français.
Le genre Yasuhikotakia a été nommé, quant à lui, en l'honneur de Yasuhiko Taki, chercheur japonais. 

## Noms vernaculaires
Son nom vernaculaire français est Loche d'Horas. En anglais, il est appelé Cream loach ou encore Skunk loach.

## Alimentation
Yasuhikotakia morleti est principalement carnivore, se nourrissant de petits invertébrés, de crustacés ou d'escargots, mais il lui arrive aussi de se manger des algues.

## Protection
L’espèce n'est pas classée en danger par l'UICN, et ne dispose pas de statut de protection.

## Aquariophilie
L'espèce est assez fréquente dans les aquariums, même si elle est plutôt réservée à des personnes expérimentées. Il est recommandé de leur offrir un bac bien planté, d'au moins 110 litres, et de les laisser en petit groupe d'au moins six individus. Cependant si les cachettes ne sont pas suffisantes, ces poissons peuvent devenir agressifs envers leurs congénères. L'eau doit être comprise entre 23 et 28 degrés, et le pH entre 6 et 6,5. Yasuhikotakia morleti a aussi tendance a sauté, un aquarium fermé est donc conseillé.